# Gymnosporia pyria
Gymnosporia pyria är en benvedsväxtart som först beskrevs av Willemet, och fick sitt nu gällande namn av Jordaan. Gymnosporia pyria ingår i släktet Gymnosporia och familjen Celastraceae. Inga underarter finns listade.